# Partido Demócrata de Rusia
El Partido Demócrata de Rusia (en ruso: Демократическая Партия России, romanizado: Demokratícheskaya Pártiya Rosíi; DPR) es un partido político ruso conservador que se fundó en 1990. Bajo el liderazgo de Andréi Bogdánov, el partido defendía la entrada de Rusia en la Unión Europea. En 2008, el partido se fusionó con varios otros para formar Causa Justa. Se restableció como partido y se registró oficialmente en 2012.

## Historia
El Partido Demócrata de Rusia fue fundado por Nikolái Travkin. Otros líderes iniciales incluyeron a Stanislav Govorujin y Serguéi Gláziev. En la década de 1990, era un importante partido de orientación democrática que ocupaba escaños en la primera Duma Estatal y era miembro de la coalición Rusia Democrática. Después del intento de golpe de Estado en la Unión Soviética, el partido evolucionó del anticomunismo liberal al centrismo (1992-1993) y luego al nacionalismo ruso moderado (1994-1995). 
En 1991, el Partido Demócrata se diferenció de otras organizaciones liberales o democráticas con su postura «demopatriota». El Partido Demócrata se opuso a la disolución de la Unión Soviética y criticó las políticas de Letonia y Estonia hacia sus minorías de habla rusa. Después de la firma del Tratado de Belavezha, el DPR organizó varias manifestaciones contra el tratado.
En las elecciones legislativas de 1993 en Rusia, el partido recibió el 5,52 % de los votos y un total de 21 asientos en la Duma Estatal.
La postura del partido sobre las reformas económicas de Yegor Gaidar fue confusa pero se volvió más crítica con el transcurso del tiempo. Durante la crisis constitucional rusa de 1993, el partido no tuvo una posición unánime. El partido pidió la votación tanto a favor de la reelección del Presidente como de los cuerpos legislativos en el referéndum de abril de 1993; sin embargo, algunos de los líderes del partido apoyaron a Borís Yeltsin. 
En las elecciones presidenciales de 1996, el Partido Demócrata apoyó a Aleksandr Lébed, aunque algunos de sus líderes regionales apoyaron la campaña de Yeltsin. En las elecciones presidenciales de 2000, el partido apoyó a Vladímir Putin.
En junio de 2007, el partido propuso un referéndum para unirse a la Unión Europea y en diciembre participó en las elecciones legislativas, pero no obtuvo ningún escaño. El DPR de ese tiempo fue acusado de ser un partido virtual usado para robar votos de los verdaderos partidos de oposición. Recibió el apoyo del Partido Popular Europeo. En las elecciones regionales el Partido Demócrata también obtuvo escasos apoyos. En las elecciones presidenciales de 2008 presentó la candidatura de Andréi Bogdánov, quien obtuvo un 1,3% de los votos.
Disuelto en 2008 para integrarse a Causa Justa, fue refundado en 2012. Actualmente es liderado por  Timur Bogdánov.